# إياد الشوربجي
إياد الشوربجي (1971-) هو باحث ومحلل سياسي فلسطيني، ولد بمنطقة المواصي في خان يونس ودرس الإعدادية والثانويّة في مدارسها، حاصل على شهادتين بدرجة البكالوريوس الأولى في الاقتصاد من الجامعة الإسلامية في غزة عام 1997، والثانية في الاقتصاد والعلوم السياسية من الجامعة نفسها عام 2000، ودرجة الماجستير في الدبلوماسية والعلاقات الدولية من أكاديمية الإدارة والسياسة للدراسات العليا عام 2019. ألفَ كتاب بعنوان (السياسة الخارجية الأمريكية تجاه إسرائيل) عام 2019.

## حياته المهنية
عمل إياد خالد صالح الشوربجي موظفاً في بنك الأردن عام 2000، ثم في وزارة المالية الفلسطينية بالإدارة العامة للموازنة بين عامي (2001-2015)، ثم مديرعام للإدارة العامة للأملاك بين عامي (2015-2019)، ثم باحثاً في معهد فلسطين للدراسات الإستراتيجية وعضو في مجلس إدارته منذ تأسيسه عام 2008، ورئيساً له بين عامي (2016-2020)، ثم رئيساً للهيئة العامة للبترول عام 2020.

## عضويته
نشط الشوربجي مع عدة مؤسسات وكان عضواً فيها منها:
- عضو في مجلس إدارة مركز التدريب المجتمعي وإدارة الأزمات، وهي مؤسسة وجمعية محلية تعمل في إدارة وتنفيذ المشاريع الدولية.
- عضو في مجلس إدارة البنك الإسلامي الوطني.
- عضو في مجلس إدارة مؤسسة المواصفات والمقاييس.
- إحدا أعضاء اللجنة العليا للأمن والسلامة وهي لجنة حكومية.
- نائب لرئيس مجلس إدارة الهيئة العامة لتشجيع الإستثمار والمدن الصناعية.